# Liste der Stolpersteine in Dinslaken
In der Liste der Stolpersteine in Dinslaken werden die vorhandenen Gedenksteine aufgeführt, die im Rahmen des Projektes Stolpersteine des Künstlers Gunter Demnig bisher in Dinslaken verlegt worden sind.

## Verlegte Stolpersteine
| Adresse                                                                                      | Verlegedatum  | Name                    | Inschrift | Bild | Anmerkung |
| -------------------------------------------------------------------------------------------- | ------------- | ----------------------- | --- | --- | --- |
| Augustaplatz 1 Standort                                                                      | 31. Jan. 2017 | Charlotte Priewe        | Hier wohnte Charlotte Priewe Jg. 1902 eingewiesen 1930 Heilanstalt Grafenberg 'verlegt' 2.4.1940 Grafeneck ermordet 2.4.1940 'Aktion T4'                                  | Stolperstein für Charlotte Priewe, Augustaplatz 1 in Dinslaken | Charlotte Priewe wurde 1902 in Dinslaken geboren und lebte mit ihren Eltern am Augustaplatz 1. Als Buchhalterin arbeitete sie in Dinslaken.1930 wurde sie in die Heil- und Pflegeanstalt Grafenberg eingewiesen. Im Zuge der sogenannten Aktion T4 wurde sie, von Bedburg-Hau kommend, mit anderen Patienten am 07.03.1940 in die Pflegeanstalt Zwiefalten verbracht. Von dort wurde die psychisch kranke Frau im April 1940 in die Tötungsanstalt Grafeneck „verlegt“ und ermordet. |
| Augustaplatz 2 Standort                                                                      | 15. Sep. 2023 | August Dickmann         | Hier wohnte August Dickmann Jg. 1910 Zeuge Jehovas Kriegsdienst verweigert verhaftet Okt. 1936 Gefängnis Dinslaken 1937 KZ Sachsenhausen hingerichtet 15.9.1939           | Stolperstein für August Dickmann, Augustaplatz 2, Dinslaken | geboren am 7. Januar 1910 in Dinslaken |
| Augustastraße 147 Standort                                                                   | 30. Jan. 2017 | Gustav Gause            | Hier wohnte Gustav Gause Jg. 1885 Mitglied KPD verhaftet 15.9.1944 ‘Aktion Gewitter’ Flossenbürg ermordet 14.11.1944                                                      | Stolperstein aus dem Projekt Stolpersteine des Künstlers Gunter Demnig | |
| Bahnstraße 3 (Standort)                                                                      | 1. Juli 2021  | Sofie Stahl             | Hier wohnte Sofie Stahl geb. Moses Jg. 1884 Opfer des Pogroms überfallen/misshandelt Flucht 1939 Holland USA                                                              | Stolperstein für Sofie Stahl, Bahnstraße 3, Dinslaken | |
| Bahnstraße 3 (Standort)                                                                      | 1. Juli 2021  | Sally Stahl             | Hier wohnte Sally Stahl Jg. 1882 Opfer des Pogroms überfallen/misshandelt Flucht 1939 Holland USA                                                                         | Stolperstein für Sally Stahl, Bahnstraße 3, Dinslaken | |
| Bahnstraße 3 (Standort)                                                                      | 1. Juli 2021  | Ilse Stahl-Spier        | Hier wohnte Ilse Stahl-Spier Jg. 1912 Flucht 1938 Holland interniert Westerbork deportiert 1943 ermordet in Auschwitz                                                     | Stolperstein für Ilse Stahl-Spier, Bahnstraße 3, Dinslaken | |
| Bahnstraße 12 (Standort)                                                                     | 23. Feb. 2013 | Leopold Katz            | Hier wohnte Leopold Katz Jg. 1876 unfreiwillig verzogen 1935 Essen deportiert 1942 Theresienstadt tot 2.7.1944                                                            | Stolperstein Bahnstr 12 Dinslaken Katz Leopold | geboren am 9. April 1876 in Hannover |
| Bahnstraße 12 (Standort)                                                                     | 23. Feb. 2013 | Martha Katz             | Hier wohnte Martha Katz geb. Frankenberg Jg. 1887 unfreiwillig verzogen 1935 Essen deportiert 1942 Theresienstadt ermordet 4.10.1944                                      | Stolperstein Bahnstr 12 Dinslaken Katz Martha | geboren am 27. August 1887 in Themar |
| Bahnstraße 12 (Standort)                                                                     | 23. Feb. 2013 | Siegmund Werner Katz    | Hier wohnte Siegmund Werner Katz Jg. 1917 unfreiwillig verzogen 1935 Essen Flucht Skandinavien versteckt/überlebt                                                         | Stolperstein Bahnstr 12 Dinslaken Katz Siegmund Werner | |
| Bahnstraße 12 (Standort)                                                                     | 23. Feb. 2013 | Norbert Günther Katz    | Hier wohnte Norbert Günther Katz Jg. 1923 deportiert 1942 Theresienstadt 1944 Auschwitz 1944 Dachau tot 14.3.1945 Kaufering                                               | Stolperstein Bahnstr 12 Dinslaken Katz Norbert Guenther | geboren am 15. Juli 1923 in Dinslaken |
| Bahnstraße 12 (Standort)                                                                     | 17. Apr. 2014 | Doris Lorenzen          | Doris Lorenzen geb. Frankenberg Jg. 1898 verhaftet 1944 Zwangsarbeit 'Organisation Todt' Minkwitz/Zeitz deportiert 1945 Theresienstadt befreit / überlebt                 | Stolperstein Bahnstr 12 Dinslaken Lorenzen Doris | geb. Frankenberg |
| Bahnstraße 15 (Standort)                                                                     | 26. Jan. 2023 | Bernd Cohen             | Hier wohnte Bernd Cohen Jg. 1923 Flucht 1937 Belgien 1939 Kanada | Stolperstein für Bernd Cohen, Bahnstraße 15 in Dinslaken | |
| Bahnstraße 15 (Standort)                                                                     | 26. Jan. 2023 | Else Cohen              | Hier wohnte Else Cohen geb. de Jonge Jg. 1899 Flucht 1938 Holland 1939 Kanada                                                                                             | Stolperstein für Else Cohen, Bahnstraße 15 in Dinslaken | |
| Bahnstraße 15 (Standort)                                                                     | 26. Jan. 2023 | Heinz Cohen             | Hier wohnte Heinz Cohen Jg. 1920 Flucht 1937 Belgien 1939 Kanada Pilot Royal Canadian Air Force tot 19. April 1945 Berlin                                                 | Stolperstein für Heinz Cohen, Bahnstraße 15 in Dinslaken | |
| Bahnstraße 15 (Standort)                                                                     | 26. Jan. 2023 | Hugo Cohen              | Hier wohnte Hugo Cohen Jg. 1885 Flucht 1939 Holland 1939 Kanada | Stolperstein für Hugo Cohen, Bahnstraße 15 in Dinslaken | |
| Bahnstraße 15 (Standort)                                                                     | 26. Jan. 2023 | Leopold Werner Cohen    | Hier wohnte Leopold Werner Cohen Jg. 1928 Flucht 1938 Holland 1939 Kanada                                                                                                 | Stolperstein für Leopold Werner Cohen, Bahnstraße 15 in Dinslaken | |
| Bahnstraße 15 (Standort)                                                                     | 26. Jan. 2023 | Selma de Jonge          | Hier wohnte Selma de Jonge geb. Hertz Jg. 1877 unfreiwillig verzogen 1939 Coesfeld Flucht 1939 Kanada                                                                     | Stolperstein für Selma de Jonge, Bahnstraße 15 in Dinslaken | |
| Bahnstraße 16 (Standort)                                                                     | 17. Apr. 2014 | Isaak Naumann           | Hier wohnte und arbeitete Dr. Isaak Naumann Jg. 1865 unfreiwillig verzogen 1934 Wiesbaden gedemütigt/entrechtet tot 13.8.1936                                             | Stolperstein Bahnstr 16 Dinslaken Naumann Isaak | |
| Bahnstraße 16 (Standort)                                                                     | 17. Apr. 2014 | Mathilde Naumann        | Hier wohnte Mathilde Naumann geb. Kahn Jg. 1871 unfreiwillig verzogen 1934 Wiesbaden deportiert 1942 Theresienstadt 1944 Auschwitz ermordet                               | Stolperstein Bahnstr 16 Dinslaken Naumann Mathilde | geboren am 15. Juni 1871 in Staufen |
| Bahnstraße 16 (Standort)                                                                     | 17. Apr. 2014 | Margarete Naumann       | Hier wohnte Margarete Naumann Jg. 1895 unfreiwillig verzogen 1934 Wiesbaden deportiert 1942 Majdanek ermordet in Sobibor                                                  | Stolperstein Bahnstr 16 Dinslaken Naumann Margarete | geboren am 27. August 1895 in Dinslaken |
| Bismarckstraße 61 (Standort)                                                                 | 23. Feb. 2013 | Louis Spiegel           | Hier wohnte Louis Spiegel Jg. 1867 Opfer des Pogroms 1938 Flucht 1938 Holland tot 6.6.1940                                                                                | Stolperstein für Louis Spiegel, Bismarckstraße 61, Dinslaken | |
| Bismarckstraße 61 (Standort)                                                                 | 23. Feb. 2013 | Elise Spiegel           | Hier wohnte Elise Spiegel geb. Berghausen JG. 1904 Opfer des Pogroms 1938 Flucht 1939 England überlebt                                                                    | Stolperstein für Elise Spiegel, Bismarckstraße 61, Dinslaken | |
| Bismarckstraße 61 (Standort)                                                                 | 23. Feb. 2013 | Fred Spiegel            | Hier wohnte Fred Spiegel Jg. 1932 Opfer des Pogroms 1938 Flucht 1938 Holland interniert Westerbork deportiert 1944 Bergen-Belsen befreit/überlebt Farsleben               | Stolperstein für Fred Spiegel, Bismarckstraße 61, Dinslaken | |
| Bismarckstraße 61 (Standort)                                                                 | 23. Feb. 2013 | Edith Nanny Spiegel     | Hier wohnte Edith Nanny Spiegel Jg. 1928 Opfer des Pogroms 1938 Flucht 1938 Holland interniert Westerbork deportiert 1944 Bergen-Belsen befreit/überlebt Farsleben        | Stolperstein für Edith Nanny Spiegel, Bismarckstraße 61, Dinslaken | |
| Bismarckstraße 61 (Standort)                                                                 | 23. Feb. 2013 | Moses 'Max'Spiegel      | Moses 'Max' Spiegel Jg. 1891 Flucht 1933 Holland interniert Westerbork deportiert 1943 Sobibor ermordet 2.7.1943                                                          | Stolperstein für Moses 'Max' Spiegel, Bismarckstraße 61, Dinslaken | |
| Bismarckstraße 61 (Standort)                                                                 | 23. Feb. 2013 | Paula Spiegel           | Paula Spiegel geb. Stern Jg. 1895 Flucht 1933 Holland interniert Westerbork deportiert 1943 Sobibor ermordet 2.7.1943                                                     | Stolperstein für Paula Spiegel, Bismarckstraße 61, Dinslaken | |
| Bismarckstraße 61 (Standort)                                                                 | 23. Feb. 2013 | Alfred Spiegel          | Alfred Spiegel Jg. 1931 Flucht 1933 Holland interniert Westerbork deportiert 1943 Sobibor ermordet 2.7.1943                                                               | Stolperstein für Alfred Spiegel, Bismarckstraße 61, Dinslaken | |
| Blücherstraße 69 (Standort)                                                                  | 9. Nov. 2024  | Gudrun Elkan            | Hier wohnte Gudrun Elkan Jg. 1924 Flucht 1938 USA | Stolperstein für Gudrun Elkan, Blücherstraße 69, Dinslaken | |
| Blücherstraße 69 (Standort)                                                                  | 9. Nov. 2024  | Leeser Elkan            | Hier wohnte Leeser Elkan Jg. 1849 gedemütigt / entrechtet unfreiwillig verzogen 1938 Hattingen tot 23. Juni 1941                                                          | Stolperstein für Leeser Elkan, Blücherstraße 69, Dinslaken | geboren 1849 in Brünen im Kreis Rees. Er gehörte dem Repräsentantenkollegium der jüdischen Gemeinde Dinslaken an und war Mitglied der Stadtverordnetenversammlung in Dinslaken. |
| Blücherstraße 69 (Standort)                                                                  | 9. Nov. 2024  | Mariele Elkan           | Hier wohnte Mariele Elkan geb. Bergheimer Jg. 1893 Flucht 1938 USA | Stolperstein für Mariele Elkan, Blücherstraße 69, Dinslaken | Mariele, geborene Bergheimer aus Offenburg |
| Blücherstraße 69 (Standort)                                                                  | 9. Nov. 2024  | Otto Elkan              | Hier wohnte Otto Elkan Jg. 1886 Flucht 1938 USA | Stolperstein für Otto Elkan, Blücherstraße 69, Dinslaken | geboren 1886 in Dinslaken. Er führte ein Schuhwarengeschäft in der Neustraße in Dinslaken. |
| Blücherstraße 69 (Standort)                                                                  | 9. Nov. 2024  | Rosemarie Elkan         | Hier wohnte Rosemarie Elkan Jg. 1920 Flucht 1938 USA | Stolperstein für Rosemarie Elkan, Blücherstraße 69, Dinslaken | |
| Duisburger Straße 8 (Standort)                                                               | 17. Apr. 2014 | Herbert Kann            | Hier wohnte Herbert Kann Jg. 1925 Flucht 1938 Holland interniert Westerbork deportiert 1943 Sobibor ermordet 2.4.1943                                                     | Stolperstein für Herbert Kann, Duisburger Str 8, Dinslaken | geboren am 27. Februar 1925 in Essen |
| Duisburger Straße 8 (Standort)                                                               | 17. Apr. 2014 | Manfred Kann            | Hier wohnte Manfred Kann Jg. 1923 Flucht 1938 Holland interniert Westerbork deportiert 1943 Auschwitz ermordet 26.12.1943                                                 | Stolperstein für Manfred Kann, Duisburger Str 8, Dinslaken | geboren am 5. Juli 1923 in Essen |
| Duisburger Straße 8 (Standort)                                                               | 17. Apr. 2014 | Rudolf Kann             | Dr. Rudolf Kann Jg. 1891 Flucht 1933 Frankreich 1934 Schweiz tot 19.5.1935 Zürich                                                                                         | Stolperstein für Rudolf Kann, Duisburger Str 8, Dinslaken | |
| Duisburger Straße 8 (Standort)                                                               | 17. Apr. 2014 | Selma Kann              | Selma Kann geb. van Engel Jg. 1903 Flucht 1933 Frankreich 1935 Holland interniert Westerbork deportiert 1942 Auschwitz ermordet 1942                                      | Stolperstein für Selma Kann, Duisburger Str 8, Dinslaken | geboren am 19. Januar 1903 in Deventer / Niederlande |
| Duisburger Straße 8 (Standort)                                                               | 17. Apr. 2014 | Erwin Eichengrün        | Hier wohnte Erwin Eichengrün Jg. 1924 Flucht 1938 Holland interniert Westerbork deportiert 1942 Auschwitz ermordet 30.09.1942                                             | Stolperstein für Erwin Eichengrün, Duisburger Str. 8, Dinslaken | geboren am 29. Juni 1924 in Dinslaken |
| Duisburger Straße 26 (Standort)                                                              | 26. Jan. 2023 | Richard Moritz Scherbel | Hier wohnte/arbeitete Richard Scherbel Jg. 1911 unfreiwillig verzogen 1937 Frankfurt M. Flucht 1940 USA                                                                   | Stolperstein für Richard Scherbel, Duisburger Str 26, Dinslaken | |
| Duisburger Straße 26 (Standort)                                                              | 26. Jan. 2023 | Johanna Scherbel        | Hier wohnte/arbeitete Johanna Scherbel geb. Stern Jg. 1873 unfreiwillig verzogen 1937 Rheydt deportiert 1942 Theresienstadt 1942 Treblinka ermordet                       | Stolperstein für Johanna Scherbel, Duisburger Str 26, Dinslaken | |
| Duisburger Straße 100 (Standort)                                                             | 7. Feb. 2012  | Leopold Strauss         | Hier wohnte Leopold Strauss Jg. 1861 Heimatort verlassen 1938 Essen Opfer des Pogroms misshandelt tot 15.6.1939                                                           | Stolperstein für Leopold Strauss, Duisburger Str 100, Dinslaken | geboren am 30. November 1861 in Storndorf |
| Duisburger Straße 108 (Standort)                                                             | 26. Jan. 2023 | Paul Skapowker          | Hier wohnte Paul Skapowker Jg. 1861 unfreiwillig verzogen 1938 Düsseldorf gedemütigt / entrechtet tot 5. März 1941                                                        | Stolperstein für Paul Skapowker, Duisburger Str 108, Dinslaken | |
| Duisburger Straße 108 (Standort)                                                             | 26. Jan. 2023 | Helene Skapowker        | Hier wohnte Helene Skapowker geb. Rosenfeld Jg. 1862 unfreiwillig verzogen 1938 Düsseldorf deportiert 1942 Theresienstadt ermordet 18.11.1942                             | Stolperstein für Helene Skapowker, Duisburger Str 108, Dinslaken | |
| Forststraße 6 (Standort)                                                                     | 23. Feb. 2013 | Wilhelm Bathen          | Wilhelm Bathen Jg. 1892 Zeuge Jehovas verhaftet 1936 Gefängnis Düsseldorf 1937 Buchenwald 1943 Dachau/Allach befreit/überlebt                                             | Bild gesucht Die Wikipedia wünscht sich an dieser Stelle ein Bild vom Ort mit diesen Koordinaten 51.5492592 6.7840377 . Motiv: Stolperstein für Wilhelm Bathen Falls du dabei helfen möchtest, erklärt die Anleitung , wie das geht. BW                                                 | |
| Friedrich-Ebert-Straße 27 (Standort)                                                         | 17. Apr. 2014 | Anna Dümer              | Hier wohnte Anna Dümer Jg. 1889 verhaftet 1944 Zwangsarbeit Lager Ammendorf/Halle deportiert 1945 Theresienstadt befreit/überlebt                                         | Stolperstein Friedrich-Ebert-Str 27 Dinslaken Duemer Anna | |
| Gertrudenstraße 40 (Standort)                                                                | 15. Sep. 2023 | Änne Dickmann           | Hier wohnte Änne Dickmann Jg. 1908 Zeugin Jehovas verhaftet Juli 1937 KZ Moringen 1938 KZ Lichtenburg 1939 KZ Ravensbrück 1943 KZ Sachsenhausen befreit                   | Stolperstein für Alma Dickmann, Gertrudenstraße 40, Dinslaken | |
| Gertrudenstraße 40 (Standort)                                                                | 15. Sep. 2023 | Heinrich Dickmann       | Hier wohnte Heinrich Dickmann Jg. 1903 Zeuge Jehovas 1939 KZ Sachsenhausen 1940 KZ Wewelsburg 1943 KZ Buchenwald KZ Ravensbrück befreit                                   | Stolperstein für Heinrich Dickmann, Gertrudenstraße 40, Dinslaken | |
| Gertrudenstraße 40 (Standort)                                                                | 15. Sep. 2023 | Alma Dickmann           | Hier wohnte Alma Dickmann verh. Scheef Jg. 1927 Zeugin Jehovas 1937 zu Verwandten ab 1939 unter NS-Aufsicht überlebt                                                      | Stolperstein für Alma Dickmann, Gertrudenstraße 40, Dinslaken | Alma Scheef geborene Dickmann, Dinslaken |
| Goethestraße 74 (Standort)                                                                   | 23. Feb. 2013 | Herbert Schein          | Hier wohnte Dr. Herbert Schein Jg. 1901 unfreiwillig verzogen 1936 Essen Flucht 1940 USA überlebt                                                                         | Stolperstein aus dem Projekt Stolpersteine des Künstlers Gunter Demnig | |
| Goethestraße 74 (Standort)                                                                   | 23. Feb. 2013 | Grete Schein            | Hier wohnte Dr. Grete Schein geb. Simon Jg. 1900 unfreiwillig verzogen 1936 Essen Flucht 1940 USA überlebt                                                                | Stolperstein aus dem Projekt Stolpersteine des Künstlers Gunter Demnig | |
| Goethestraße 74 (Standort)                                                                   | 23. Feb. 2013 | Hans Erich Schein       | Hier wohnte Hans Erich Schein Jg. 1931 unfreiwillig verzogen 1936 Essen Flucht 1940 USA überlebt                                                                          | Stolperstein aus dem Projekt Stolpersteine des Künstlers Gunter Demnig | |
| Hedwigstraße 47a (Standort)                                                                  | 17. Apr. 2014 | Siegfried Landau        | Hier wohnte Siegfried Landau Jg. 1900 deportiert 1941 Riga ermordet | Stolperstein aus dem Projekt Stolpersteine des Künstlers Gunter Demnig | geboren am 10. Juni 1900 in Ramsdorf |
| Hedwigstraße 47a (Standort)                                                                  | 17. Apr. 2014 | Helene Landau           | Hier wohnte Helene Landau geb. Gradus Jg. 1908 deportiert 1941 Riga ermordet                                                                                              | Stolperstein aus dem Projekt Stolpersteine des Künstlers Gunter Demnig | geboren am 26. Mai 1908 in Dinslaken |
| Hedwigstraße 47a (Standort)                                                                  | 17. Apr. 2014 | Wilma Landau            | Hier wohnte Wilma Landau Jg. 1931 deportiert 1941 Riga ermordet | Stolperstein aus dem Projekt Stolpersteine des Künstlers Gunter Demnig | geboren am 18. Juni 1931 in Dinslaken |
| Hedwigstraße 49 (Standort)                                                                   | 17. Apr. 2014 | Rudolf Mazanec          | Hier wohnte Rudolf Mazanec Jg. 1909 Zeuge Jehova verhaftet 1935 Esterwegen 1939 Zuchthaus Düsseldorf 1939 Reichskriegsgericht ermordet 11.1.1940 Plötzensee               | Stolperstein aus dem Projekt Stolpersteine des Künstlers Gunter Demnig | |
| Heinrichstraße 10 Standort                                                                   | 9. Nov. 2024  | Johann Brzechwa         | Hier wohnte Johann Brzechwa Jg. 1896 im Widerstand / KPD mehrmals verhaftet zuletzt 1944 'Aktion Gewitter' KZ Sachsenhausen 1945 KZ Bergen-Belsen befreit                 | Stolperstein für Johann Brzechwa, Heinrichstraße 10, Dinslaken | geboren 1896 in Wanne. Er arbeitete auf der Zeche in Dinslaken-Lohberg. Als Kommunist wurde er nach dem Reichstagsbrand in "Schutzhaft" genommen. Im August 1933 wurde er in das Konzentrationslager Esterwegen überstellt. Im September 1934 wurde er entlassen. Am 17. September 1944 wurde er im Zuge der "Aktion Gewitter" als Kommunist erneut verhaftet und später in das Konzentrationslager Sachsenhausen überstellt. Am 2. August 1945 wurde er entlassen. Er starb am 3. April 1946 in Dinslaken. Das Wiedergutmachungsamt des Kreises Dinslaken stellte 1948 fest: "Der Tod steht im ursächlichen Zusammenhang mit der Verfolgung". |
| Hünxer Straße 45 (Standort)                                                                  | 23. Feb. 2013 | Sally Weinberg          | Hier wohnte Sally Weinberg Jg. 1906 unfreiwillig verzogen 1941 Fulda deportiert 1941 Riga tot 3.3.1942                                                                    | Stolperstein Huenxer Str 45 Dinslaken Weinberg Sally | geboren am 8. April 1906 in Hünfeld |
| Hünxer Straße 45 (Standort)                                                                  | 23. Feb. 2013 | Miriam Weinberg         | Hier wohnte Miriam Weinberg geb. Möller Jg. 1914 unfreiwillig verzogen 1941 Fulda deportiert 1941 Riga 1944 Stutthof befreit/überlebt                                     | Stolperstein Huenxer Str 45 Dinslaken Weinberg Miriam | |
| Hünxer Straße 45 (Standort)                                                                  | 23. Feb. 2013 | Ruth Weinberg           | Hier wohnte Ruth Weinberg Jg. 1938 unfreiwillig verzogen 1941 Fulda deportiert 1941 Riga ermordet 2.11.1943 Auschwitz                                                     | Stolperstein Huenxer Str 45 Dinslaken Weinberg Ruth | geboren am 29. April 1938 in Dinslaken |
| Hünxer Straße 90 Standort                                                                    | 30. Jan. 2017 | Klara Gradus            | Hier wohnte Klara Gradus Jg. 1906 gesch. Ingenkamp unfreiwillig verzogen 1938 Köln Flucht England                                                                         | Stolperstein für Klara Gradus, Huenxer Str 90, Dinslaken | |
| Hünxer Straße 90 Standort                                                                    | 30. Jan. 2017 | Elfriede Ingenkamp      | Hier wohnte Elfriede Ingenkamp Jg. 1927 unfreiwillig verzogen 1938 Köln Kindertransport 1939 Holland versteckt gelebt tot 5.5.1945                                        | Stolperstein für Elfriede Ingenkamp, Huenxer Str 90, Dinslaken | |
| Hünxer Straße 90 Standort                                                                    | 30. Jan. 2017 | Karl-Heinz Ingenkamp    | Hier wohnte Karl-Heinz Ingenkamp Jg. 1929 unfreiwillig verzogen 1938 Köln deportiert 1942 Minsk ermordet in Maly Trostinec                                                | Stolperstein für Karl-Heinz Ingenkamp, Huenxer Str 90, Dinslaken | |
| Karl-Heinz-Klingen-Straße 22 (Standort)                                                      | 12. Dez. 2015 | Mendel Baron            | Hier wohnte Mendel Baron Jg. 1896 Flucht 1939 Belgien 1940 Frankreich 1942 Schweiz                                                                                        | Stolperstein Karl-Heinz-Klingen-Str 22 Dinslaken Baron Mendel | geboren 12. Oktober 1896 |
| Karl-Heinz-Klingen-Straße 22 (Standort)                                                      | 12. Dez. 2015 | Ester Baron             | Hier wohnte Ester E. Baron geb. Wundermann Jg. 1902 'Polenaktion' 1938 Bentschen / Zbaszyn Flucht 1944 Italien interniert Fossoli deportiert 1944 ermordet in Auschwitz   | Stolperstein Karl-Heinz-Klingen-Str 22 Dinslaken Baron Ester | geboren am 2. März 1902 in Nadworna |
| Karl-Heinz-Klingen-Straße 22 (Standort)                                                      | 12. Dez. 2015 | Vera Baron              | Hier wohnte Vera Baron Jg. 1927 'Polenaktion' 1938 Bentschen / Zbaszyn Flucht 1944 Italien interniert Fossoli deportiert 1944 ermordet in Auschwitz                       | Stolperstein Karl-Heinz-Klingen-Str 22 Dinslaken Baron Vera | geboren am 19. Juni 1927 in Dinslaken |
| Karl-Heinz-Klingen-Straße 22 (Standort)                                                      | 12. Dez. 2015 | Renate Baron            | Hier wohnte Renate Baron Jg. 1928 'Polenaktion' 1938 Bentschen / Zbaszyn Flucht 1944 Italien interniert Fossoli deportiert 1944 ermordet in Auschwitz                     | Stolperstein Karl-Heinz-Klingen-Str 22 Dinslaken Baron Renate | geboren am 3. September 1928 in Dinslaken |
| Karl-Heinz-Klingen-Straße 22 (Standort)                                                      | 13. Sep. 2018 | Sindel Abosch           | Hier wohnte Sindel Abosch Jg. 1892 'Polenaktion' 1938 Bentschen/Zbaszyn ermordet im besetzten Polen                                                                       | Stolperstein Karl-Heinz-Klingen-Str 22 Dinslaken Abosch Sindel | |
| Karl-Heinz-Klingen-Straße 22 (Standort)                                                      | 13. Sep. 2018 | Hinda Abosch            | Hier wohnte Hinda Abosch geb. Baron Jg. 1893 'Polenaktion' 1938 Bentschen/Zbaszyn ermordet im besetzten Polen                                                             | Stolperstein Karl-Heinz-Klingen-Str 22 Dinslaken Abosch Hinda | |
| Karl-Heinz-Klingen-Straße 22 (Standort)                                                      | 13. Sep. 2018 | Oskar Abosch            | Hier wohnte Oskar Abosch Jg. 1917 'Polenaktion' 1938 Bentschen/Zbaszyn ermordet im besetzten Polen                                                                        | Stolperstein Karl-Heinz-Klingen-Str 22 Dinslaken Abosch Oskar | |
| Karl-Heinz-Klingen-Straße 22 (Standort)                                                      | 13. Sep. 2018 | Willi Abosch            | Hier wohnte Willi Abosch Jg. 1925 'Polenaktion' 1938 Bentschen/Zbaszyn ermordet im besetzten Polen                                                                        | Stolperstein Karl-Heinz-Klingen-Str 22 Dinslaken Abosch Willi | |
| Karl-Heinz-Klingen-Straße 22 (Standort)                                                      | 13. Sep. 2018 | Otto Abosch             | Hier wohnte Otto Abosch Jg. 1926 'Polenaktion' 1938 Bentschen/Zbaszyn Kindertransport 1939 England                                                                        | Stolperstein Karl-Heinz-Klingen-Str 22 Dinslaken Abosch Otto | |
| Krengelstraße (Standort)                                                                     | 15. Sep. 2023 | Dietrich Schlagregen    | Dietrich Schlagregen Jg. 1902 eingewiesen 1925 Heilanstalt Bedburg-Hau verlegt 8.3.1940 Brandenburg ermordet 8.3.1940 'Aktion T4'                                         | Stolperstein für Dietrich Schlagregen in der Krengelstraße in Dinslaken | |
| Krengelstraße 43 (Standort)                                                                  | 23. Feb. 2013 | Alexander Grandys       | Hier wohnte Alexander Grandys Jg. 1891 verhaftet 1933 'Vorbereitung Hochverrat' Brauweiler 1937 Gefängnis Duisburg 1944 Neuengamme 1944 Sachsenhausen befreit/überlebt    | Stolperstein für Alexander Grandys, Krengelstr 43, Dinslaken | |
| Luisenstraße 120 (Standort)                                                                  | 7. Feb. 2012  | Leopold Jakobi          | Hier wohnte Leopold Jakobi Jg. 1888 deportiert 1941 Riga ermordet | Stolperstein für Leopold Jakobi, Luisenstr 120, Dinslaken | geboren am 14. Mai 1888 in Essen |
| Luisenstraße 120 (Standort)                                                                  | 7. Feb. 2012  | Rosalie Jakobi          | Hier wohnte Rosalie Jakobi geb. Schwarz Jg. 1886 deportiert 1941 Riga ermordet                                                                                            | Stolperstein für Rosalie Jakobi, Luisenstr 120, Dinslaken | geboren am 6. Mai 1886 in Krefeld |
| Luisenstraße 120 (Standort)                                                                  | 7. Feb. 2012  | Margot Jakobi           | Hier wohnte Margot Jakobi Jg. 1917 Heimatort verlassen 1938 Köln deportiert 1941 Łodz ermordet 28.6.1944 Chelmno                                                          | Stolperstein für Margot Jakobi, Luisenstr 120, Dinslaken | geboren am 1. Juli 1917 in Duisburg |
| Luisenstraße 120 (Standort)                                                                  | 7. Feb. 2012  | Wolfgang Jakobi         | Hier wohnte Wolfgang Jakobi Jg. 1921 Heimatort verlassen 1938 Köln deportiert 1941 Łodz Zwangsarbeit in Posen tot 23.2.1943                                               | Stolperstein für Wolfgang Jakobi, Luisenstr 120, Dinslaken | geboren am 15. Mai 1921 in Dinslaken |
| Marthastraße 27 (Standort)                                                                   | 17. Apr. 2014 | Otto Geikowski          | Hier wohnte Otto Geikowski Jg. 1881 im Widerstand/KPD verhaftet 1933 Esterwegen 1937 Gefängnis Duisburg 'Aktion Gewitter' 1944 Flossenbürg tot 10.11.1944                 | Stolperstein aus dem Projekt Stolpersteine des Künstlers Gunter Demnig | Die Aktion Gitter war eine Verhaftungsaktion der Gestapo nach dem Attentat auf Adolf Hitler und wurde auch Aktion Gewitter genannt. |
| Neustraße 7 (Standort)                                                                       | 7. Feb. 2012  | Richard Salmon          | Hier wohnte Richard Salmon Jg. 1894 Heimatort verlassen 1935 Essen Fluchtversuch 1938 verhaftet in Emmerich Gefängnis Ordnungspolizei tot 13.11.1938                      | Stolperstein Neustr 7 Dinslaken Salmon Richard | geboren am 6. August 1894 in Dinslaken |
| Neustraße 7 (Standort)                                                                       | 7. Feb. 2012  | Berta Salmon            | Hier wohnte Berta Salmon geb. Strül Jg. 1895 Heimatort verlassen 1935 Essen Fluchtversuch 1938 Holland deportiert 1941 Minsk ???                                          | Stolperstein Neustr 7 Dinslaken Salmon Berta | geboren am 25. November 1895 in Endenich |
| Neustraße 15 (Standort)                                                                      | 23. Feb. 2013 | Rudolf Davids           | Hier wohnte Rudolf Davids Jg. 1908 Flucht Palästina überlebt | Stolperstein Neustr 15 Dinslaken Davids Rudolf | |
| Neustraße 15 (Standort)                                                                      | 23. Feb. 2013 | Henriette Wolff         | Hier wohnte Henriette Wolff geb. Davids Jg. 1904 Flucht 1938 Holland versteckt/überlebt                                                                                   | Stolperstein Neustr 15 Dinslaken Wolff Henriette | |
| Neustraße 15 (Standort)                                                                      | 23. Feb. 2013 | Bertha Davids           | Hier wohnte Bertha Davids geb. Cohen Jg. 1873 Flucht 1938 Holland versteckt/überlebt                                                                                      | Stolperstein Neustr 15 Dinslaken Davids Bertha | |
| Neustraße 15 (Standort)                                                                      | 23. Feb. 2013 | Dora Davids             | Hier wohnte Dora Davids geb. Freudenthal Jg. 1909 Flucht Palästina überlebt                                                                                               | Stolperstein Neustr 15 Dinslaken Davids Dora | |
| Neustraße 21 (Standort)                                                                      | 7. Feb. 2012  | Martha Höcker           | Hier wohnte Martha Höcker Jg. 1901 eingewiesen 1929 Heilanstalt Bedburg-Hau 'verlegt’ 1940 Grafeneck ermordet 1940 Aktion T4                                              | Stolperstein Neustr 21 Dinslaken Hoecker Martha | Martha Höcker, geboren am 29.03.1901 wurde am 14.09.1929 in die Heil- und Pflegeanstalt Bedburg-Hau aufgenommen. Am 06.03.1940 wurde sie mit anderen Patienten in die Tötungsanstalt Grafeneck deportiert. Dort wurde sie nach Ankunft des Transports ermordet. |
| Neustraße 35 (Standort)                                                                      | 7. Feb. 2012  | Rosalie Moses           | Hier wohnte und arbeitete Rosalie Moses geb. Sutheim Jg. 1855 gedemütigt/entrechtet Opfer des Pogroms tot 25.11.1938                                                      | Stolperstein Neustr 35 Dinslaken Moses Rosalie | |
| Neustraße 35 (Standort)                                                                      | 7. Feb. 2012  | Hugo Moses              | Hier wohnte Hugo Moses Jg. 1891 Flucht 1937 Holland interniert Westerbork deportiert 1943 ermordet 20.9.1943 Auschwitz                                                    | Stolperstein Neustr 35 Dinslaken Moses Hugo | geboren am 22. November 1891 in Dinslaken |
| Neustraße 35 (Standort)                                                                      | 7. Feb. 2012  | Max Moses               | Hier wohnte Max Moses Jg. 1890 'Schutzhaft’ 1938 Flucht 1939 Holland interniert Westerbork deportiert 1942 Auschwitz tot 1942 Blechhammer                                 | Stolperstein Neustr 35 Dinslaken Moses Max | geboren am 1. Februar 1890 in Dinslaken |
| Neustraße 35 (Standort)                                                                      | 7. Feb. 2012  | Berta Moses             | Hier wohnte Berta Moses geb. Leven Jg. 1899 Flucht 1939 Holland interniert Westerbork deportiert 1942 ermordet 17.9.1942 Auschwitz                                        | Stolperstein Neustr 35 Dinslaken Moses Berta | geboren am 19. Oktober 1899 in Düren |
| Neustraße 35 (Standort)                                                                      | 7. Feb. 2012  | Johanna Moses           | Hier wohnte Johanna Moses Jg. 1935 Flucht 1939 Holland interniert Westerbork deportiert 1942 ermordet 17.9.1942 Auschwitz                                                 | Stolperstein Neustr 35 Dinslaken Moses Johanna | geboren am 20. April 1935 in Dinslaken |
| Neustraße 35 (Standort)                                                                      | 13. Sep. 2018 | Sidonie Sternberg       | Hier wohnte Sidonie Sternberg geb. Münzer Jg. 1913 1939 Oberhausen deportiert 1941 Riga ermordet                                                                          | Stolperstein Neustr 35 Dinslaken Sternberg Sidonie | |
| Neustraße 40 (Standort)                                                                      | 7. Feb. 2012  | Erna Jacob              | Hier wohnte Erna Jacob Jg. 1891 Heimatort verlassen 1939 Wiesbaden deportiert 1942 Izbica ermordet 15.6.1942 Sobibor                                                      | Stolperstein Neustr 40 Dinslaken Jacob Erna | geboren am 22. September 1891 in Dinslaken |
| Neustraße 40 (Standort)                                                                      | 7. Feb. 2012  | Walter Jacob            | Hier wohnte Walter Jacob Jg. 1902 'Schutzhaft’ 1938 Heimatort verlassen Essen deportiert 1942 Izbica ermordet 20.7.1942 Majdanek                                          | Stolperstein Neustr 40 Dinslaken Jacob Walter | geboren am 1. November 1902 in Dinslaken |
| Neustraße 40 (Standort)                                                                      | 7. Feb. 2012  | Josef Jacob             | Hier wohnte Josef Jacob Jg. 1883 Heimatort verlassen 1939 Köln/Essen deportiert 1941 Łodz ermordet 8.5.1942 Chelmno                                                       | Stolperstein Neustr 40 Dinslaken Jacob Josef | geboren am 29. April 1883 in Dinslaken |
| Neustraße 40 (Standort)                                                                      | 7. Feb. 2012  | Amanda Jacob            | Hier wohnte Amanda Jacob geb. Gompertz Jg. 1896 Heimatort verlassen 1939 Köln/Essen deportiert 1941 Łodz ermordet 8.5.1942 Chelmno                                        | Stolperstein Neustr 40 Dinslaken Jacob Amanda | geboren am 21. Mai 1896 in Hörstgen |
| Neustraße 40 (Standort)                                                                      | 7. Feb. 2012  | Sofie Jacob             | Hier wohnte Sofie Jacob Jg. 1922 Heimatort verlassen 1939 Köln/Essen deportiert 1941 Łodz ermordet 8.5.1942 Chelmno                                                       | Stolperstein Neustr 40 Dinslaken Jacob Sofie | geboren am 23. Juni 1922 in Dinslaken |
| Neustraße 40 (Standort)                                                                      | 7. Feb. 2012  | Margarete Jacob         | Hier wohnte Margarete Jacob Jg. 1931 Heimatort verlassen 1939 Köln/Essen deportiert 1941 Łodz ermordet 8.8.1942 Chelmno                                                   | Stolperstein Neustr 40 Dinslaken Jacob Margarete | geboren am 16. Januar 1931 in Dinslaken |
| Neustraße 43 (Standort) Neustraße 43 war Standort des ehemaligen israelitischen Waisenhauses | 12. Dez. 2015 | Kurt Korona             | Hier wohnte Kurt Korona Jg. 1924 Kindertransport 1938 Belgien interniert Mechelen deportiert 1942 ermordet in Auschwitz                                                   | Stolperstein Neustr 43 Dinslaken Korona Kurt | geboren am 1. Oktober 1924 in Halberstadt |
| Neustraße 43 (Standort) Neustraße 43 war Standort des ehemaligen israelitischen Waisenhauses | 12. Dez. 2015 | Babette Fränkel         | Hier wohnte Babette Fränkel Jg. 1923 Kindertransport 1938 Belgien interniert Mechelen deportiert 1942 ermordet in Auschwitz                                               | Stolperstein Neustr 43 Dinslaken Fraenkel Babette | geboren am 16. Mai 1923 in Mainz |
| Neustraße 43 (Standort) Neustraße 43 war Standort des ehemaligen israelitischen Waisenhauses | 12. Dez. 2015 | Josef Axel-Thaler       | Hier wohnte Josef Axel-Thaler Jg. 1926 Kindertransport 1938 Belgien interniert Mechelen deportiert 1942 ermordet in Auschwitz                                             | Stolperstein Neustr 43 Dinslaken Axel-Thaler Josef | geboren am 19. April 1926 in Oberhausen |
| Neustraße 43 (Standort) Neustraße 43 war Standort des ehemaligen israelitischen Waisenhauses | 13. Sep. 2018 | Leo Friedländer         | Hier wohnte Leo Friedländer Jg. 1923 'Polenaktion' 1931 Bentschen/Zbaszyn 1942 Perehinko ermordet                                                                         | Stolperstein Neustr 43 Dinslaken Friedlaender Leo | |
| Neustraße 43 (Standort) Neustraße 43 war Standort des ehemaligen israelitischen Waisenhauses | 13. Sep. 2018 | Anni Mainzer            | Hier wohnte Anni Mainzer geb. Spiegel Jg. 1914 1938 Bielefeld deportiert 1941 Łodz/Litzmannstadt ermordet Mai 1942 Chelmno/Kulmhof                                        | Stolperstein Neustr 43 Dinslaken Mainzer Anni | |
| Neustraße 43 (Standort) Neustraße 43 war Standort des ehemaligen israelitischen Waisenhauses | 13. Sep. 2018 | Günther Rosenthal       | Hier wohnte Günther Rosenthal Jg. 1928 Kindertransport 1938 Belgien interniert Mechelen deportiert 1942 ermordet in Auschwitz                                             | Stolperstein Neustr 43 Dinslaken Rosenthal Guenther | |
| Neustraße 43 (Standort) Neustraße 43 war Standort des ehemaligen israelitischen Waisenhauses | 1. Juli 2021  | Oskar Steuer            | Hier wohnte Oskar Steuer Jg. 1931 Kindertransport 1938 Belgien 1939 Holland interniert Westerbork deportiert 1943 Auschwitz ermordet 17.9.1943                            | Stolperstein für Oskar Steuer in der Neustraße 43 in Dinslaken | |
| Neustraße 43 (Standort) Neustraße 43 war Standort des ehemaligen israelitischen Waisenhauses | 1. Juli 2021  | Max Steuer              | Hier wohnte Max Steuer Jg. 1930 Kindertransport 1938 Belgien 1939 Holland interniert Westerbork deportiert 1943 Auschwitz ermordet 17.9.1943                              | Stolperstein für Max Steuer in der Neustraße 43 in Dinslaken | |
| Neustraße 43 (Standort) Neustraße 43 war Standort des ehemaligen israelitischen Waisenhauses | 1. Juli 2021  | Fritz Ehrlich           | Hier wohnte Fritz Ehrlich Jg. 1924 Kindertransport 1938 Belgien interniert Mechelen deportiert 1943 Auschwitz 1945 Bergen-Belsen befreit                                  | Stolperstein für Fritz Ehrlich in der Neustraße 43 in Dinslaken | |
| Neustraße 43 (Standort) Neustraße 43 war Standort des ehemaligen israelitischen Waisenhauses | 1. Juli 2021  | Franziska Garbownik     | Hier wohnte Franziska Garbownik Jg. 1924 Kindertransport 1938 Belgien interniert Mechelen deportiert 1942 ermordet in Auschwitz                                           | Stolperstein für Franziska Garbownik in der Neustraße 43 in Dinslaken | |
| Neustraße 43 (Standort) Neustraße 43 war Standort des ehemaligen israelitischen Waisenhauses | 1. Juli 2021  | Regina Garbownik        | Hier wohnte Regina Garbownik Jg. 1924 Kindertransport 1938 Belgien interniert Mechelen deportiert 1942 ermordet in Auschwitz                                              | Stolperstein für Regina Garbownik in der Neustraße 43 in Dinslaken | |
| Neustraße 43 (Standort) Neustraße 43 war Standort des ehemaligen israelitischen Waisenhauses | 1. Juli 2021  | Heinz Eschwege          | Hier wohnte Heinz Eschwege Jg. 1924 Kindertransport 1938 Belgien interniert Mechelen deportiert 1944 Auschwitz ermordet 29.1.1945 Mittelbau-Dora                          | Stolperstein für Heinz Eschwege in der Neustraße 43 in Dinslaken | |
| Neustraße 43 (Standort) Neustraße 43 war Standort des ehemaligen israelitischen Waisenhauses | 26. Jan. 2023 | Lieselotte Frohmann     | Hier wohnte Lieselotte Frohmann Jg. 1921 Umzug 1937 Fulda deportiert 1942 ermordet im besetzten Polen                                                                     | Stolperstein für Lieselotte Frohmann in der Neustraße 43 in Dinslaken | geboren am 8. Oktober 1921 in Essen |
| Neustraße 43 (Standort) Neustraße 43 war Standort des ehemaligen israelitischen Waisenhauses | 26. Jan. 2023 | Ruth Frohmann           | Hier wohnte Ruth Frohmann Jg. 1921 Umzug 1937 Fulda deportiert 1942 ermordet im besetzten Polen                                                                           | Stolperstein für Ruth Frohmann in der Neustraße 43 in Dinslaken | geboren am 8. Oktober 1921 in Essen |
| Neustraße 43 (Standort) Neustraße 43 war Standort des ehemaligen israelitischen Waisenhauses | 26. Jan. 2023 | Günther Nussbaum        | Hier wohnte Günther Nussbaum Jg. 1925 unfreiwillig verzogen 1942 Beelitz deportiert 1942 Ghetto Warschau ermordet                                                         | Stolperstein für Günther Nussbaum in der Neustraße 43 in Dinslaken | geboren am 1. Dezember 1925 in Halle an der Saale |
| Neustraße 43 (Standort) Neustraße 43 war Standort des ehemaligen israelitischen Waisenhauses | 9. Nov. 2024  | Horst Lieblein          | Hier wohnte Horst Lieblein Jg. 1929 unfreiwillig verzogen 1938 Essen Polenaktion 1938 Bentschen / Zbaszyn ermordet im besetzten Polen                                     | Stolperstein für Horst Lieblein, Neustraße 43, Dinslaken | geboren am 14. März 1929 in Essen. Seine Eltern waren Juda/Julius Lieblein und Frieda/Freida Lieblein geborene Katz. Horst Lieblein wurde für einige Monate in das israelitische Waisenhaus Dinslaken aufgenommen. Im Juli 1938 zog er wieder zu seinen Eltern nach Essen. |
| Neustraße 45 (Standort)                                                                      | 23. Feb. 2013 | Emilie Wolf             | Hier wohnte Emilie Wolf geb. Heymann Jg. 1879 unfreiwillig verzogen 1937 Köln deportiert 1942 Theresienstadt ermordet 11.7.1944 Auschwitz                                 | Stolperstein Neustr 45 Dinslaken Wolf Emilie | geboren am 18. September 1879 in Ahrweiler Für Emilie Wolff wurde ein weiterer Stolperstein in der Theresienstraße 59 in Köln-Lindenthal verlegt. |
| Neustraße 45 (Standort)                                                                      | 23. Feb. 2013 | Sybilla Wolf            | Hier wohnte Sybilla Wolf Jg. 1912 Flucht Holland interniert Westerbork deportiert 1943 Sobibor ermordet 23.7.1943                                                         | Stolperstein Neustr 45 Dinslaken Wolf Sybilla | geboren am 3. Juli 1912 in Dinslaken |
| Neustraße 45 (Standort)                                                                      | 23. Feb. 2013 | Hugo Wolf               | Hier wohnte Hugo Wolf Jg. 1866 Flucht Holland interniert Westerbork deportiert 1942 Auschwitz ermordet 31.8.1942                                                          | Stolperstein Neustr 45 Dinslaken Wolf Hugo | geboren am 28. September 1866 in Dinslaken |
| Neustraße 49 (Standort)                                                                      | 12. Dez. 2015 | Lore Elkan              | Hier wohnte Lore Elkan Jg. 1918 Flucht England | Stolperstein Neustr 49 Dinslaken Elkan Lore | |
| Neustraße 49 (Standort)                                                                      | 12. Dez. 2015 | Berthold Elkan          | Hier wohnte Berthold Elkan Jg. 1922 Kindertransport 1938 Belgien 1940 Frankreich interniert Drancy deportiert 1943 ermordet in Majdanek                                   | Stolperstein Neustr 49 Dinslaken Elkan Berthold | geboren am 24. Mai 1922 in Dinslaken |
| Neustraße 49 (Standort)                                                                      | 12. Dez. 2015 | Hanna Elkan             | Hier wohnte Hanna Elkan Jg. 1928 Kindertransport 1938 Belgien versteckt gelebt                                                                                            | Stolperstein Neustr 49 Dinslaken Elkan Hanna | |
| Neustraße 62 Standort                                                                        | 13. Sep. 2018 | Hugo Lifmann            | Hier wohnte Hugo Lifmann Jg. 1871 Flucht 1940 Holland interniert Westerbork deportiert 1942 Auschwitz ermordet 7.12.1942                                                  | Stolperstein für Hugo Lifmann, Neustraße 62 in Dinslaken | |
| Neustraße 62 Standort                                                                        | 13. Sep. 2018 | Sofie Lifmann           | Hier wohnte Sofie Lifmann geb. Stern Jg. 1883 Flucht 1940 Holland interniert Westerbork deportiert 1942 Auschwitz ermordet 7.12.1942                                      | Stolperstein für Sofie Lifmann, Neustraße 62 in Dinslaken | |
| Neustraße 70 (Standort)                                                                      | 9. Nov. 2024  | Anna Bernhard           | Hier wohnte Anna Bernhard geb. Cohen Jg. 1892 deportiert 1943 Theresienstadt 1944 Auschwitz ermordet                                                                      | Stolperstein für Anna Bernhard, Neustraße 70, Dinslaken | |
| Neustraße 70 (Standort)                                                                      | 9. Nov. 2024  | Siegfried Bernhard      | Hier wohnte Siegfried Bernhard Jg. 1896 'schutzhaft' 1938 KZ Dachau deportiert 1943 Theresienstadt 1944 Auschwitz ermordet                                                | Stolperstein für Siegfried Bernhard, Neustraße 70, Dinslaken | |
| Neustraße 70 (Standort)                                                                      | 9. Nov. 2024  | Heinz Bernhard          | Hier wohnte Heinz Bernhard Jg. 1921 Kindertransport 1939 Belgien interniert 1940 Saint-Cyprien 1942 Gurs Flucht 1942 Schweiz Palästina                                    | Stolperstein für Heinz Bernhard, Neustraße 70, Dinslaken | |
| Neustraße 70 (Standort)                                                                      | 9. Nov. 2024  | Inge Bernhard           | Hier wohnte Inge Bernhard Jg. 1928 Kindertransport 1939 Belgien 1940 Frankreich 1943 Schweiz Palästina                                                                    | Stolperstein für Inge Bernhard, Neustraße 70, Dinslaken | |
| Paulastraße 20 Standort                                                                      | 30. Jan. 2017 | Johann Borgs            | Hier wohnte Johann Borgs Jg. 1905 verhaftet 15.9.1944 'Aktion Gewitter' Flossenbürg ermordet 30.11.1944                                                                   | Stolperstein aus dem Projekt Stolpersteine des Künstlers Gunter Demnig | |
| Roonstraße 39 Standort                                                                       | 23. Feb. 2013 | Artur Cohen             | Hier wohnte Artur Cohen Jg. 1892 gedemütigt/entrechtet tot 19.7.1938 Berlin                                                                                               | Stolperstein für Artur Cohen, Roonstraße 39 in Dinslaken | Artur Cohen, geboren am 08.04.1892 in Dinslaken, war ein Sohn des Viehhändlers Leopold Cohen und seiner Ehefrau Rosalie/Rosette Cohen, geborene Liffmann. Das Ehepaar Cohen hatte sieben Kinder: Sophie, Johanna, Meta, Selma, Hugo, Clara und Artur Cohen. Clara Cohen verstarb am 1. April 1906 im Alter von sechzehn Jahren, ihre Schwester Sophie war bereits 1882 im Alter von 8 Jahren verstorben. Rosalie Cohen verstarb im Jahr 1919, ihr Ehemann Leopold im Jahr 1931. Artur Cohen heiratete Margarete/Grete Abraham, geboren am 09.11.1900 in Altenkirchen im Westerwald. Ihre Eltern waren Albert Abraham und Jeanette, geborene Horn. Ihre beiden Kinder, Rosel und Fritz, kamen 1925 und 1929 in Dinslaken zur Welt. Die Familie lebte im Haus des Schwiegervaters, Leopold Cohen. Lt. Standesamteintrag des Standesamtes Berlin-Schöneberg verstarb Artur dort 19.07.1938. Der Traueranzeige im „Israelitischen Familienblatt“ kann man entnehmen, dass er an den Folgen einer Operation verstarb. Nach dem Novemberpogrom vom 9./10. November 1938 verzog Margarete Cohen mit ihren beiden Kindern von Dinslaken zu einer Schwägerin nach Mönchengladbach in die Humboldtstr. 27. Es gelang ihr, Rosel und Fritz am 13. Dezember 1938 von Mönchengladbach aus, mit einem Kindertransport in die Niederlande/Amsterdam zu schicken. Sie selbst kehrte zunächst nach Dinslaken zurück. Hier lebte sie einige Zeit beim Ehepaar Liffmann in der Schlageterstraße 62. Im August 1939 meldete sie von Dinslaken nach Utrecht/NL ab. Margarete Cohen lebte mit ihren Kindern Rosel und Fritz ab dem 11. August 1939 in Valkenburg/NL. Am 28. August 1942 wurde Margarete Cohen mit ihren Kindern Rosel und Fritz vom „Durchgangslager“ Westerbork/NL in das Vernichtungslager Auschwitz deportiert. Vermutlich wurde sie gleich bei der Ankunft am 31. August 1942 mit ihren Kindern ermordet. |
| Roonstraße 39 Standort                                                                       | 23. Feb. 2013 | Margarete Cohen         | Hier wohnte Margarete Cohen geb. Abraham Jg. 1900 Flucht 1939 Holland interniert Westerbork deportiert 1942 Auschwitz ermordet 31.8.1942                                  | Stolperstein für Margarete Cohen, Roonstraße 39 in Dinslaken | Artur Cohen, geboren am 08.04.1892 in Dinslaken, war ein Sohn des Viehhändlers Leopold Cohen und seiner Ehefrau Rosalie/Rosette Cohen, geborene Liffmann. Das Ehepaar Cohen hatte sieben Kinder: Sophie, Johanna, Meta, Selma, Hugo, Clara und Artur Cohen. Clara Cohen verstarb am 1. April 1906 im Alter von sechzehn Jahren, ihre Schwester Sophie war bereits 1882 im Alter von 8 Jahren verstorben. Rosalie Cohen verstarb im Jahr 1919, ihr Ehemann Leopold im Jahr 1931. Artur Cohen heiratete Margarete/Grete Abraham, geboren am 09.11.1900 in Altenkirchen im Westerwald. Ihre Eltern waren Albert Abraham und Jeanette, geborene Horn. Ihre beiden Kinder, Rosel und Fritz, kamen 1925 und 1929 in Dinslaken zur Welt. Die Familie lebte im Haus des Schwiegervaters, Leopold Cohen. Lt. Standesamteintrag des Standesamtes Berlin-Schöneberg verstarb Artur dort 19.07.1938. Der Traueranzeige im „Israelitischen Familienblatt“ kann man entnehmen, dass er an den Folgen einer Operation verstarb. Nach dem Novemberpogrom vom 9./10. November 1938 verzog Margarete Cohen mit ihren beiden Kindern von Dinslaken zu einer Schwägerin nach Mönchengladbach in die Humboldtstr. 27. Es gelang ihr, Rosel und Fritz am 13. Dezember 1938 von Mönchengladbach aus, mit einem Kindertransport in die Niederlande/Amsterdam zu schicken. Sie selbst kehrte zunächst nach Dinslaken zurück. Hier lebte sie einige Zeit beim Ehepaar Liffmann in der Schlageterstraße 62. Im August 1939 meldete sie von Dinslaken nach Utrecht/NL ab. Margarete Cohen lebte mit ihren Kindern Rosel und Fritz ab dem 11. August 1939 in Valkenburg/NL. Am 28. August 1942 wurde Margarete Cohen mit ihren Kindern Rosel und Fritz vom „Durchgangslager“ Westerbork/NL in das Vernichtungslager Auschwitz deportiert. Vermutlich wurde sie gleich bei der Ankunft am 31. August 1942 mit ihren Kindern ermordet. |
| Roonstraße 39 Standort                                                                       | 23. Feb. 2013 | Rosel Cohen             | Hier wohnte Rosel Cohen Jg. 1925 unfreiwillig verzogen 1938 Mönchengladbach Flucht 1939 Holland interniert Westerbork deportiert 1942 Auschwitz ermordet 31.8.1942        | Stolperstein für Rosel Cohen, Roonstraße 39 in Dinslaken | Artur Cohen, geboren am 08.04.1892 in Dinslaken, war ein Sohn des Viehhändlers Leopold Cohen und seiner Ehefrau Rosalie/Rosette Cohen, geborene Liffmann. Das Ehepaar Cohen hatte sieben Kinder: Sophie, Johanna, Meta, Selma, Hugo, Clara und Artur Cohen. Clara Cohen verstarb am 1. April 1906 im Alter von sechzehn Jahren, ihre Schwester Sophie war bereits 1882 im Alter von 8 Jahren verstorben. Rosalie Cohen verstarb im Jahr 1919, ihr Ehemann Leopold im Jahr 1931. Artur Cohen heiratete Margarete/Grete Abraham, geboren am 09.11.1900 in Altenkirchen im Westerwald. Ihre Eltern waren Albert Abraham und Jeanette, geborene Horn. Ihre beiden Kinder, Rosel und Fritz, kamen 1925 und 1929 in Dinslaken zur Welt. Die Familie lebte im Haus des Schwiegervaters, Leopold Cohen. Lt. Standesamteintrag des Standesamtes Berlin-Schöneberg verstarb Artur dort 19.07.1938. Der Traueranzeige im „Israelitischen Familienblatt“ kann man entnehmen, dass er an den Folgen einer Operation verstarb. Nach dem Novemberpogrom vom 9./10. November 1938 verzog Margarete Cohen mit ihren beiden Kindern von Dinslaken zu einer Schwägerin nach Mönchengladbach in die Humboldtstr. 27. Es gelang ihr, Rosel und Fritz am 13. Dezember 1938 von Mönchengladbach aus, mit einem Kindertransport in die Niederlande/Amsterdam zu schicken. Sie selbst kehrte zunächst nach Dinslaken zurück. Hier lebte sie einige Zeit beim Ehepaar Liffmann in der Schlageterstraße 62. Im August 1939 meldete sie von Dinslaken nach Utrecht/NL ab. Margarete Cohen lebte mit ihren Kindern Rosel und Fritz ab dem 11. August 1939 in Valkenburg/NL. Am 28. August 1942 wurde Margarete Cohen mit ihren Kindern Rosel und Fritz vom „Durchgangslager“ Westerbork/NL in das Vernichtungslager Auschwitz deportiert. Vermutlich wurde sie gleich bei der Ankunft am 31. August 1942 mit ihren Kindern ermordet. |
| Roonstraße 39 Standort                                                                       | 23. Feb. 2013 | Fritz Cohen             | Hier wohnte Fritz Cohen Jg. 1929 unfreiwillig verzogen 1938 Mönchengladbach Flucht 1939 Holland interniert Westerbork deportiert 1942 Auschwitz ermordet 31.8.1942        | Stolperstein für Fritz Cohen, Roonstraße 39 in Dinslaken | Artur Cohen, geboren am 08.04.1892 in Dinslaken, war ein Sohn des Viehhändlers Leopold Cohen und seiner Ehefrau Rosalie/Rosette Cohen, geborene Liffmann. Das Ehepaar Cohen hatte sieben Kinder: Sophie, Johanna, Meta, Selma, Hugo, Clara und Artur Cohen. Clara Cohen verstarb am 1. April 1906 im Alter von sechzehn Jahren, ihre Schwester Sophie war bereits 1882 im Alter von 8 Jahren verstorben. Rosalie Cohen verstarb im Jahr 1919, ihr Ehemann Leopold im Jahr 1931. Artur Cohen heiratete Margarete/Grete Abraham, geboren am 09.11.1900 in Altenkirchen im Westerwald. Ihre Eltern waren Albert Abraham und Jeanette, geborene Horn. Ihre beiden Kinder, Rosel und Fritz, kamen 1925 und 1929 in Dinslaken zur Welt. Die Familie lebte im Haus des Schwiegervaters, Leopold Cohen. Lt. Standesamteintrag des Standesamtes Berlin-Schöneberg verstarb Artur dort 19.07.1938. Der Traueranzeige im „Israelitischen Familienblatt“ kann man entnehmen, dass er an den Folgen einer Operation verstarb. Nach dem Novemberpogrom vom 9./10. November 1938 verzog Margarete Cohen mit ihren beiden Kindern von Dinslaken zu einer Schwägerin nach Mönchengladbach in die Humboldtstr. 27. Es gelang ihr, Rosel und Fritz am 13. Dezember 1938 von Mönchengladbach aus, mit einem Kindertransport in die Niederlande/Amsterdam zu schicken. Sie selbst kehrte zunächst nach Dinslaken zurück. Hier lebte sie einige Zeit beim Ehepaar Liffmann in der Schlageterstraße 62. Im August 1939 meldete sie von Dinslaken nach Utrecht/NL ab. Margarete Cohen lebte mit ihren Kindern Rosel und Fritz ab dem 11. August 1939 in Valkenburg/NL. Am 28. August 1942 wurde Margarete Cohen mit ihren Kindern Rosel und Fritz vom „Durchgangslager“ Westerbork/NL in das Vernichtungslager Auschwitz deportiert. Vermutlich wurde sie gleich bei der Ankunft am 31. August 1942 mit ihren Kindern ermordet. |
| Scharnhorststraße 44 Standort                                                                | 30. Jan. 2017 | Selma Isaacson          | Hier wohnte Selma Isaacson Jg. 1877 unfreiwillig verzogen 1938 Rheydt deportiert 1941 Riga ermordet 26.3.1942                                                             | Stolperstein aus dem Projekt Stolpersteine des Künstlers Gunter Demnig | |
| Stolze-Schrey-Straße 14 Standort                                                             | 31. Jan. 2017 | Karl Fortak             | Hier wohnte Karl Fortak Jg. 1899 verhaftet 15.9.1944 'Aktion Gewitter' Sachsenhausen Schicksal unbekannt                                                                  | Stolperstein für Karl Fortak in der Stolze-Schrey-Straße in Dinslaken | geb. 1899 in Gelsenkirchen-Buer. Er arbeitete auf der Zeche in Dinslaken-Lohberg. Vermutlich am 28. September 1944 wurde er in das Konzentrationslager Sachsenhausen bei Berlin eingeliefert und erhielt die Häftlingsnummer 104221. Über sein weiteres Schicksal ist nichts bekannt. Zu seiner Familie kehrte er nicht zurück. |
| Stollenstraße 28 Standort                                                                    | 31. Jan. 2017 | Leo Rech                | Hier wohnte Leo Rech Jg. 1919 eingewiesen 1939 als asozial stigmatisiert Arbeitshaus Braunweiler deportiert 1942 Auschwitz ermordet 24.8.1942                             | Bild gesucht Der Benutzer GeorgDerReisende ( Diskussion ) wünscht sich an dieser Stelle ein Bild vom Ort mit diesen Koordinaten 51.58603 6.75965 . Motiv: der Stolperstein für Leo Rech, die Lage und das Haus Falls du dabei helfen möchtest, erklärt die Anleitung , wie das geht. BW | |
| Stollenstraße 28 Standort                                                                    | 9. Nov. 2024  | Ludwig Rech             | Hier wohnte Ludwig Rech Jg. 1896 im Widerstand / KPD 1933 KZ Börgermoor KZ Oranienburg entlassen                                                                          | Bild gesucht Die Wikipedia wünscht sich an dieser Stelle ein Bild vom hier behandelten Ort. Falls du dabei helfen möchtest, erklärt die Anleitung , wie das geht. BW | geboren am 3. August 1896 in Friedrichstahl bei Saarbrücken. Seit 1927 arbeitete er auf der Zeche in Dinslaken-Lohberg. Er war von 1930 bis 1933 Vorsitzender im "Kampfbund gegen den Faschismus" der Ortsgruppe Dinslaken. Am 1. August 1933 kam er in das Konzentrationslager Börgermoor im Emsland. Er gehörte zu den ersten Häftlingen des Konzentrationslagers. Nach zwei Monaten Haft wurde er in das Konzentrationslager Brandenburg, dem späteren Konzentrationslager Oranienburg, überstellt. Dort entließ man ihn am Heiligabend 1933. Ludwig Rech überlebte den Nationalsozialismus. Er verstarb er Anfang 1955 in Dinslaken. |
| Wielandstraße 1a (Standort)                                                                  | 1. Juli 2021  | Mendel Heilbronn        | Hier wohnte Mendel Heilbronn Jg. 1889 eingewiesen 1933 Heilanstalt Alexianer Neuss 1941 Heilanstalt Grafenberg 'verlegt' 15.2.1941 Hadamar ermordet 15.2.1941 'Aktion T4' | Stolperstein für Mendel Heilbronn, Wielandstraße 1a, Dinslaken | |
| Wielandstraße 1a (Standort)                                                                  | 1. Juli 2021  | Helene Heilbronn        | Hier wohnte Helene Heilbronn geb. Winter Jg. 1884 unfreiwillig verzogen 1934 Düsseldorf deportiert 1941 Łodz/Litzmannstadt 1942 Chelmno/Kulmhof ermordet 1942             | Stolperstein für Helene Heilbronn, Wielandstraße 1a, Dinslaken | |
| Wielandstraße 2 (Standort)                                                                   | 17. Apr. 2014 | Johanna David           | Hier wohnte Johanna David geb. Steinberg Jg. 1865 unfreiwillig verzogen 1936 Rees deportiert 1942 Theresienstadt Tod 1942                                                 | Stolperstein Wielandstr 2 Dinslaken David Johanna | geboren am 16. Januar 1865 in Altena |
| Wielandstraße 2 (Standort)                                                                   | 17. Apr. 2014 | Julie Jakobs            | Hier wohnte Julie Jakobs geb. David Jg. 1896 unfreiwillig verzogen 1939 Köln deportiert 1941 Łodz/Litzmannstadt ermordet                                                  | Stolperstein Wielandstr 2 Dinslaken Jakobs Julie | geborene Steinberg (ab 1904: David) verwitwete Jakobs geboren am 7. Oktober 1896 in Berleburg |
| Wielandstraße 2 (Standort)                                                                   | 17. Apr. 2014 | Renate Jakobs           | Hier wohnte Renate Jakobs Jg. 1925 unfreiwillig verzogen 1939 Köln deportiert 1941 Łodz/Litzmannstadt ermordet 23.6.1944 Chelmno/Kulmhof                                  | Stolperstein Wielandstr 2 Dinslaken Jakobs Renate | geboren am 19. Juli 1925 in Aachen |
| Wilhelm-Lantermann-Straße 1 (Standort)                                                       | 12. Dez. 2015 | Louis Isaacson          | Hier wohnte Louis Isaacson Jg. 1874 Flucht 1939 England | Stolperstein Wilhelm-Lantermann-Str 1 Dinslaken Isaacson Louis | |
| Wilhelm-Lantermann-Straße 1 (Standort)                                                       | 12. Dez. 2015 | Fanny Isaacson          | Hier wohnte Fanny Isaacson geb. Stern Jg. 1874 Flucht 1939 England | Stolperstein Wilhelm-Lantermann-Str 1 Dinslaken Isaacson Fanny | |
| Wilhelm-Lantermann-Straße 1 (Standort)                                                       | 12. Dez. 2015 | Walter Isaacson         | Hier wohnte Dr. Walter Isaacson Jg. 1909 unfreiwillig verzogen 1937 Berlin Flucht 1939 England                                                                            | Stolperstein Wilhelm-Lantermann-Str 1 Dinslaken Isaacson Walter | |
| Wilhelm-Lantermann-Straße 1 (Standort)                                                       | 12. Dez. 2015 | Emmi Isaacson           | Hier wohnte Emmi Isaacson Jg. 1912 unfreiwillig verzogen 1938 Berlin Flucht 1939 England                                                                                  | Stolperstein Wilhelm-Lantermann-Str 1 Dinslaken Isaacson Emmi | |
| Wilhelm-Lantermann-Straße 1 (Standort)                                                       | 12. Dez. 2015 | Bernhard Isaacson       | Hier wohnte Bernhard Isaacson Jg. 1915 unfreiwillig verzogen 1937 Berlin Flucht 1939 England                                                                              | Stolperstein Wilhelm-Lantermann-Str 1 Dinslaken Isaacson Bernhard | |
| Wilhelm-Lantermann-Straße 20 (Standort)                                                      | 17. Apr. 2014 | Hugo Jacob              | Hier wohnte Hugo Jacob Jg. 1895 'Schutzhaft’ 1938 Dachau unfreiwillig verzogen 1939 Essen 1944 versteckt gelebt überlebt                                                  | Stolperstein Wilhelm-Lantermann-Str 20 Dinslaken Jacob Hugo | |
| Wilhelm-Lantermann-Straße 51 (Standort)                                                      | 1. Juli 2021  | Sarah Mahnke            | Hier wohnte Sara Mahnke geb. Joseph Jg. 1883 unfreiwillig verzogen 1936 Oberhausen deportiert 1941 Łodz/Litzmannstadt ermordet 4.5.1943 Chelmno/Kulmhof                   | Stolperstein für Sarah Mahnke, Wilhelm-Lantermann-Straße 51, Dinslaken | |
| Wilhelm-Lantermann-Straße 56 Standort                                                        | 9. Nov. 2024  | Benjamin Isaacson       | Hier wohnte Benjamin Isaacson Jg. 1882 unfreiwillig verzogen 1939 Essen deportiert 1942 Tansit-Ghetto Izbica ermordet                                                     | Stolperstein für Benjamin Isaacson, Wilhelm-Lantermann-Straße 56, Dinslaken | geboren 1882 in Dinslaken und verheiratet mit Emma Isaacson geb. Heumann. Benjamin Isaacson betrieb einen Viehhandel in Dinslaken. Am 10. November 1938 wurde das Haus des Ehepaares in Brand gesteckt. |
| Wilhelm-Lantermann-Straße 56 Standort                                                        | 9. Nov. 2024  | Emma Isaacson           | Hier wohnte Emma Isaacson geb. Heumann Jg. 1883 unfreiwillig verzogen 1939 Essen deportiert 1942 Tansit-Ghetto Izbica ermordet                                            | Stolperstein für Emma Isaacson, Wilhelm-Lantermann-Straße 56, Dinslaken | geboren 1883 in Lechenich im Kreis Euskirchen |
| Wilhelm-Lantermann-Straße 56 Standort                                                        | 9. Nov. 2024  | Hedwig Isaacson         | Hier wohnte Hedwig Isaacson Jg. 1916 unfreiwillig verzogen 1939 Essen Flucht 1939 England                                                                                 | Stolperstein für Hedwig Isaacson, Wilhelm-Lantermann-Straße 56, Dinslaken | geboren 1916 in Köln |
| Wilhelm-Lantermann-Straße 56 Standort                                                        | 9. Nov. 2024  | Anita Isaacson          | Hier wohnte Anita Isaacson Jg. 1920 unfreiwillig verzogen 1937 Essen Flucht USA                                                                                           | Stolperstein für Anita Isaacson, Wilhelm-Lantermann-Straße 56, Dinslaken | geboren 1920 in Dinslaken |

Die Stolpersteine, die am 1. Juli 2021 verlegt wurden, sollten bereits am 19. Juni 2020 verlegt werden, dieser Termin musste jedoch wegen der Corona-Pandemie abgesagt werden.